# Muzeum Okupacji Sowieckiej w Tbilisi
Muzeum Okupacji Sowieckiej (gruz. საბჭოთა ოკუპაციის მუზეუმი) – muzeum w Tbilisi, w Gruzji, znajdujące się pod zarządem Gruzińskiego Muzeum Narodowego. Muzeum jest poświęcone okresowi siedemdziesięcioletniego podporządkowania Gruzji Związkowi Socjalistycznych Republik Radzieckich (1921–1991), dążeniom Gruzinów do odzyskania niepodległości oraz ofiarom sowieckich represji politycznych z tego okresu.

## Historia
Muzeum zostało założone 26 maja 2006 roku w ramach obchodów Dnia Niepodległości. Jego powstanie zostało zainspirowane funkcjonowaniem placówek o podobnym profilu w Rydze (na Łotwie) i w Tallinnie (w Estonii). Utworzenie ekspozycji pochłonęło ok. 1 miliona lari, czyli ok. 550 tys. USD według ówczesnego kursu walut. Środki te zostały wypłacone z Funduszu Prezydenckiego, pozabudżetowego źródła dotacji kontrolowanego przez administrację Prezydenta Gruzji. Współzałożycielem muzeum był Lewan Uruszadze.
Powstanie muzeum zostało skrytykowane przez wielu rosyjskich polityków i stało się jednym z tematów spotkania pomiędzy prezydentem Federacji Rosyjskiej Władimirem Putinem a prezydentem Gruzji Micheilem Saakaszwilim, które odbyło się w Petersburgu, w czerwcu 2006 roku. Władimir Putin stwierdził wówczas, iż wielu bolszewickich przywódców, w tym Józef Stalin i Ławrientij Beria, pochodziło z Gruzji. Micheil Saakaszwili zasugerował utworzenie w Rosji Muzeum Okupacji Gruzińskiej w Moskwie. W 2007 roku Muzeum Okupacji Sowieckiej odwiedził prezydent Ukrainy, Wiktor Juszczenko. Ukraiński polityk powiedział wówczas, iż podobne muzeum powinno powstać na Ukrainie. W 2012 roku, po wyborach parlamentarnych i zmianie partii rządzącej, część radykalnych działaczy zaapelowała o zamknięcie muzeum. Ministerstwo Kultury i Ochrony Zabytków wydało jednak oświadczenie, w którym potwierdziło kontynuowanie działalności placówki.

## Kolekcja
Na stałej ekspozycji prezentowanych jest ok. 3000 eksponatów, w tym archiwalne dokumenty i fotografie pochodzące z okresu począwszy od utworzenia i trzyletniego istnienia Demokratycznej Republiki Gruzji (1918–1921), aż do masakry 9 kwietnia 1989 roku i ogłoszenia przez Gruzję niepodległości w 1991 roku. Wśród eksponatów znajdują się także protokoły z różnego rodzaju operacji śledczych, rozkazy strzelania, akta osobowe osób represjonowanych, a także elementy wyposażenia sowieckich więzień. Muzeum regularnie organizuje również wystawy czasowe.